# Florian Camathias
Florian Camathias (Wittenbach, 23 maart 1924 – Brands Hatch, 10 oktober 1965) was een Zwitsers motorcoureur die vooral succesvol was in de zijspanrace.

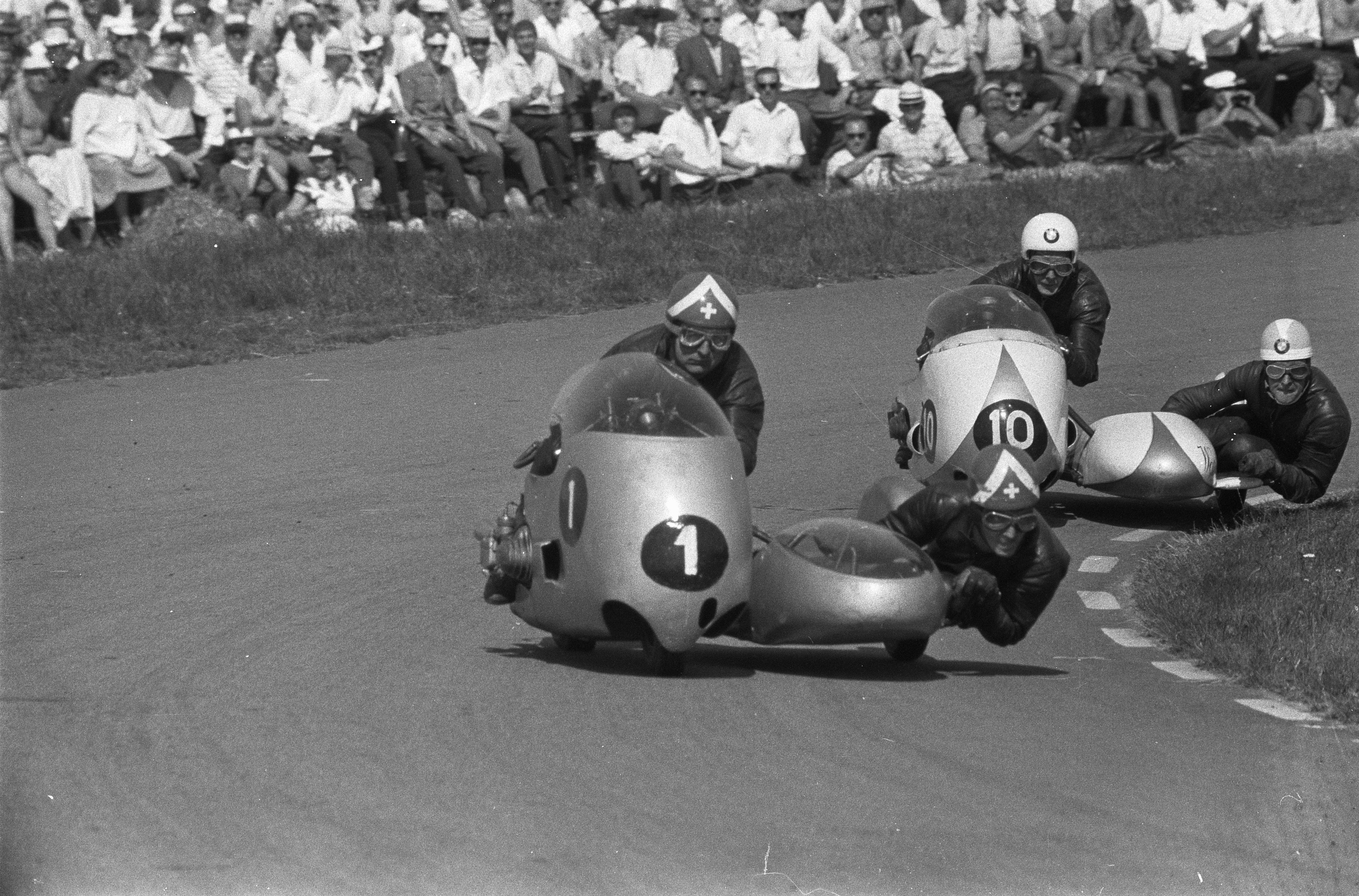
Florian Camathias/Roland Föll in de Asser TT van 1960. Ze reden de snelste ronde maar vielen uit. Nr. 10, Pip Harris/Ray Campbell wonnen de TT

## Levensloop

### De beginjaren
Toen Florian Camathias twee jaar oud was verongelukte zijn vader met een motorfiets. Florian opende in 1947 een motorhandel met werkplaats in Veytaux (in de buurt van Montreux). Toen nam hij al enige tijd aan races met solomotoren deel. Hij was vele weekenden weg en keerde soms terug in de werkplaats met prijzen en bekers, soms ook met al dan niet lichte verwondingen. In 1949, na een rustperiode om te herstellen van zijn verwondingen, won Camathias zijn eerste wedstrijd in Genève.
Vier jaar later, in 1953, stapte hij over op zijspanraces, al deed hij zo nu en dan ook mee in de soloklassen. In 1954 werd hij met een BMW elfde in de 500 cc GP van Zwitserland. In 1955 startte hij in de 500 cc klasse met een Norton Manx en hij werd zevende in Frankrijk en viel hij uit in de Ulster Grand Prix. Bij de laatste Grand Prix van dat jaar in Monza haalde hij zijn eerste WK-punten in de zijspanklasse toen hij met zijn bakkenist Maurice Büla vierde werd met een BMW zijspanracer. Het duo eindigde op de elfde plaats in het wereldkampioenschap. Büla reed ook in de 250 cc klasse met een NSU Sportmax. Camathias merkte echter al snel dat het combineren van twee disciplines moeilijk was en dat het beter was zich uitsluitend op de zijspannen te richten.
In 1956 werden Camathias/Büla bij de TT van Assen vijfde, in de Ulster Grand Prix derde en in Monza vierde. Het wereldkampioenschap wegrace 1956 werd met een vijfde plaats afgesloten. Voor Maurice Büla was de Ulster Grand Prix een feestelijk gebeuren, want behalve de podiumplaats in de zijspanklasse pakte hij ook nog een punt met zijn Sportmax.

### De eerste successen
In 1957 kwam Julius Galliker, waarmee Camathias al in 1954 enkele races gereden had, als bakkenist terug. In dat jaar braken ze door tot de absolute wereldtop. Ze kregen een fabrieksmotor van BMW, maar omdat BMW zich officieel teruggetrokken had uit de wegrace bleven alle BMW-rijders als privérijder te boek staan. Voor de zijspanklasse maakte dat niet uit, want concurrentie was er al lang niet meer. De laatste twee wedstrijden (België en Monza) reed Camathias met de Duitser Hilmar Cecco. In de totaalstand van het WK werd de combinatie Camathias/Galliker/Cecco derde. Wereldkampioen Fritz Hillebrand verongelukte op 24 augustus tijdens een wedstrijd in Bilbao.
Camathias/Cecco werden in 1958 tweede in het wereldkampioenschap, maar de eerlijkheid gebiedt te zeggen dat na het overlijden van Hillebrand het veld eigenlijk gewoon een plaats opschoof. De nummers twee van 1957, Schneider/Strauß, werden nu eerste. Camathias/Cecco wonnen wel hun eerste WK-wedstrijd, de TT van Assen. In de andere (drie) wedstrijden werden ze tweede. Ze werden ook tweede in het Britse zijspankampioenschap.
In 1959 bleef de eindstand gelijk, maar Camathias/Cecco wonnen naast Assen nu ook de GP van Duitsland. De concurrentie werd echter steeds groter, terwijl BMW door financiële problemen de fabrieksondersteuning terugschroefde. Nieuwe concurrenten waren Scheidegger/Burkhardt, Edgar Strub (die met drie verschillende bakkenisten had gereden), Fath/Wohlgemuth, Deubel/Höhler en eigenlijk ook Pip Harris, die van Norton was overgestapt op BMW. Na dit seizoen viel het duo Camathias/Cecco uit elkaar. Hilmar Cecco wilde nog steeds zijn soloraces rijden, maar Florian Camathias wilde dat hij zich uitsluitend concentreerde op het zijspanracen. Uiteindelijk vertrok Cecco om bakkenist te worden bij Strub.
Daarmee was een ingespeeld duo verloren gegaan en Camathias moest zich in 1960 behelpen met vier verschillende bakkenisten: De Britten John Chisnell en Robert Fiston, de Duitser Roland Föll en de Zwitser Gottfried Rüfenacht. Bovendien was daar de begaafde technicus Helmut Fath, die zijn BMW’s zelfs nog op een hoger niveau dan de fabrieksmotoren wist te sleutelen en samen met Wohlgemut wereldkampioen werd. Uiteindelijk werd Camathias slechts vierde in het kampioenschap, zelfs achter Pip Harris en Ray Campbell.

### Zwaar ongeval
In de winter van 1960–1961 hadden Florian Camathias en Hilmar Cecco hun meningsverschillen uitgesproken en ze zouden samen weer een team gaan vormen. Het mocht echter niet zo zijn, want 1961 werd een echt rampjaar voor de zijspanklasse. Bij een internationale wedstrijd voor aanvang van het WK-seizoen in Modena kregen ze een zwaar ongeluk. Aanvankelijk leken de gevolgen te overzien, maar de volgende dag bleek dat Hilmar Cecco in de nacht was overleden omdat de artsen een gescheurde milt over het hoofd hadden gezien. Hij was overleden door interne bloedingen. Helmut Fath en Alfred Wohlgemut wonnen op 23 april de GP van Spanje, maar een week later kregen ze een ongeluk tijdens de Eifelrennen op de Nürburgring waarbij Wohlgemut verongelukte. Bij deze wedstrijd verongelukte ook de solorijder Dickie Dale. Daardoor waren zowel Camathias als Fath voor de rest van het seizoen uitgeschakeld en kon de jonge Max Deubel zijn eerste van vier wereldtitels pakken. Aan het einde van het seizoen besloten ook Fritz Scheidegger en Horst Burkhart hun carrière te beëindigen.
Zowel Camathias als Fath hadden veel tijd nodig om te genezen van hun verwondingen, maar toen ze beiden op de been waren wist Florian Camathias Helmut Fath te overtuigen zich over zijn motoren voor 1962 te ontfermen. Helmut had immers gouden handen als het om het snel maken van motoren ging. Bovendien wist hij Horst Burkhardt te overreden toch weer in het zijspan te klimmen. Burkhardt had juist zijn studie voltooid om het ouderlijke autobedrijf over te kunnen nemen. Bovendien had hij Scheidegger, die op zijn besluit te stoppen teruggekomen was, al laten weten niet beschikbaar te zijn. Daardoor was Scheidegger uiteraard niet blij toen Burkhardt wel bij Camathias instapte. Hij vond de Brit John Robinson bereid zijn bakkenist te worden. De motor van Scheidegger was door Otto Kölle opgebouwd, die zelf ook startte met Dieter Hess in het zijspan. In de tweede race van het seizoen gingen Camathias/Burkhardt aan de leiding maar door een technisch problemen moest Camathias het gas een beetje dicht draaien waardoor Deubel/Hörner de wedstrijd wonnen. Bij de Isle of Man TT slipte Camathias waardoor Horst Burkhardt uit het zijspan viel en zwaar gewond raakte. Daarmee was zijn carrière definitief beëindigd. Florian Camathias zorgde er persoonlijk voor dat Horst Burkhardt zo snel mogelijk naar het ziekenhuis in zijn woonplaats Hechingen werd overgebracht. Daarna vond hij de Brit Harry Winter bereid als bakkenist op te treden. Beiden wonnen zelfs nog in België en werden tweede in Duitsland. Ze werden tweede in het wereldkampioenschap.

### FCS
In 1963 huurde Florian Camathias zijn landgenoot Alfed Herzig als bijrijder in. Herzig had in 1962 al met Claude Lambert deelgenomen. Nu fabrieksondersteuning wegbleef gaf Camathias zijn motor, hoewel in de basis nog steeds een BMW, een andere naam: FCS (Fath Camathias Special). Camathias won zijn enige Sidecar TT, een overwinning waar hij erg trots op was. Camathias/Herzig kwamen aan het einde van het seizoen slechts twee punten tekort op Max Deubel.
Inmiddels waren steeds meer zijspancoureurs aangewezen op huisvlijt om hun machines snel te maken. Tuners als Kölle en Fath werkten hard om de BMW's sneller te maken, maar er waren intussen veel snellere 500 cc motoren: de MV Agusta viercilinders. Die waren onverslaanbaar: in 1962 had Mike Hailwood slechts één wedstrijd niet gewonnen: de Senior TT. Gary Hocking had er slechts één gereden: diezelfde TT en hij won met de MV Agusta. In 1963 viel Hailwood uit in Assen, maar alle andere wedstrijden won hij ook. Als zo'n viercilinder beschikbaar zou komen voor een zijspanracer zou dat een flink voordeel betekenen, maar MV had geen interesse in de zijspanklasse. Maar juist in 1963 was Geoff Duke er eindelijk in geslaagd een aantal oude Gilera viercilinders los te krijgen. Die dateerden uit 1957, maar Hocking en Read werden er derde en vierde mee in het kampioenschap van 1963. Camathias wist voor het seizoen 1964 de hand te leggen op zo'n Gilera-blok. De FCS werd verkocht aan Colin Seeley. De nieuwe bakkenist van Camathias was Roland Föll, die hem ook in 1960 enkele malen uit de brand had geholpen. Hij moest wel goed vinden dat Föll ook nog solocoureur was. Camathias/Föll begonnen het seizoen voortvarend met een overwinning in Spanje, maar daarna begon de bijna spreekwoordelijke pech van Camathias weer op te spelen. Opmerkelijk is dat tijdens de Isle of Man TT Roland Föll in vier klassen startte: In de 500 cc Senior TT (uitgevallen met een Matchless G50), in de 350 cc Junior TT (vijftiende met een AJS 7R), in de 250 cc Lightweight 250 cc TT (uitgevallen met een Moto Guzzi Bialbero 250) en in de Lightweight 125 cc TT (tiende met een Honda CR 110), maar niet in de Sidecar TT. Daar streed Alfred Herzig weer aan de zijde van Camathias. Punten zaten er door technische problemen in dat seizoen niet meer in. Camathias/Herzig eindigden als zevende in het kampioenschap, vier plaatsen achter Colin Seeley met de FCS. Na afloop van het WK-seizoen kregen ze een zwaar ongeluk op de AVUSring door een gescheurde lasnaad. Bij Alfred Herzig moest een onderbeen worden geamputeerd en ook Camathias was gewond. In oktober raakte Camathias opnieuw gewond tijdens een internationale race in Zaragoza. Hier liep hij een hersenschudding en enkele gebroken ribben op.

### Overlijden
In 1965 had Florian Camathias weer een nieuwe bakkenist: zijn landgenoot Franz Ducret. De onbetrouwbare Gilera werd van de hand gedaan en Camathias kreeg zijn uitgeleende FCS terug van Colin Seeley. Ze wisten de derde Grand Prix in Frankrijk te winnen en eindigden als vierde in het kampioenschap, na een vijfde plaats in België. Florian had intussen de moed wel verloren. Hij was zijn hele carrière achtervolgd door pech en had ook veel ellende gezien: De dood van Hilmar Cecco en Alfred Wohlgemut in 1961, de zware verwondingen van Horst Burkhardt in 1962 en de amputatie van het onderbeen van Alfred Herzig in 1964. Daar kwam het rampjaar door de onbetrouwbare Gilera in 1964 nog bij en het overlijden van Roland Föll in het weekend van de Dutch TT. Camathias was ook al meer dan veertig jaar oud, had een motorzaak in Montreux en alles wijst erop dat 1965 zijn laatste seizoen zou zijn. Hij had zijn doel, een wereldtitel, niet bereikt, maar was intussen wel uitgegroeid tot een van de "groten" in de zijspanklasse.
Daarom was de organisatie van de internationale races op Brands Hatch op 9 oktober blij dat Camathias en Ducret mee wilden rijden. Dat leverde toch enkele duizenden toeschouwers extra op. Camathias/Ducret raakten tijdens de wedstrijd in een slip en belandden in een sloot. Ze werden met ernstige verwondingen opgenomen in het ziekenhuis, waar Florian Camathias een dag later overleed. Colin Seeley onderzocht het wrak van de zijspancombinatie en constateerde dat de voorvork was gebroken, waarschijnlijk door te dunne lasnaden. Seeley had Camathias in Spanje nog geholpen bij de reparatie van die voorvork en wist dat Camathias geen goede lasser was. Seeley zelf was dat wel, hij ging na zijn racecarrière zelfs verder als framebouwer van de Seeley-motorfietsen. Bovendien had hij op het moment van het ongeval achter Camathias gereden en geen rijtechnische fout gezien. Florian Camathias werd herdacht tijdens een kerkdienst in Montreux waarbij ook zijn bakkenist John Robinson, Max Deubel, Emil Hörner, Georg Auerbacher en Colin Seeley aanwezig waren. Hij werd begraven op hetzelfde kerkhof waar ook zijn voormalige bakkenist en vriend Hilmar Cecco lag.

## Wereldkampioenschap wegrace resultaten
(Races in cursief geven de snelste ronde aan, punten (tussen haakjes) zijn inclusief streepresultaten)
| Jaar | Klasse  | Bakkenist           | Team  | Motorfiets               | 1       | 2       | 3            | 4       | 5       | 6       | 7      | 8      | 9     | 10 | 11 | 12      | Punten  | Plaats | Winst |                                                            | Wereldkampioen |
| ---- | ------- | ------------------- | ----- | ------------------------ | ------- | ------- | ------------ | ------- | ------- | ------- | ------ | ------ | ----- | -- | -- | ------- | ------- | ------ | ----- | ---------------------------------------------------------- | -------------- |
| 1954 | 500 cc  | NVT                 | Privé | Norton 30M Manx          | FRA -   | IOM -   | ULS -        | BEL -   | NED -   | DUI -   | ZWI 11 | NAT -  | SPA - |    |    |         | 0       | -      | 0     | Geoff Duke, Gilera 500 4C                                  |                |
| 1955 | 125 cc  | NVT                 | Privé | MV Agusta 125 Monoalbero | SPA -   | FRA -   | IOM -        | DUI -   |         | NED -   |        | NAT 10 |       |    |    |         | 0       | -      | 0     | Carlo Ubbiali, MV Agusta 125 Bialbero                      |                |
| 1955 | 500 cc  | NVT                 | Privé | Norton 30M Manx          | SPA -   | FRA 7   | IOM -        | DUI -   | BEL -   | NED -   | ULS -  | NAT -  |       |    |    |         | 0       | -      | 0     | Geoff Duke, Gilera 500 4C                                  |                |
| 1955 | Zijspan | Maurice Büla        | Privé | BMW RS 54/Steib          | SPA -   |         | IOM -        | DUI -   | BEL 8   | NED -   |        | NAT 4  |       |    |    |         | 3       | 11e    | 0     | Wilhelm Noll/ Fritz Cron, BMW RS 54/Steib                  |                |
| 1956 | 125 cc  | NVT                 | Privé | NSU Sportfox             | IOM -   | NED -   | BEL -        | DUI -   | ULS -   | NAT DNF |        |        |       |    |    |         | 0       | -      | 0     | Carlo Ubbiali, MV Agusta 125 Bialbero                      |                |
| 1956 | 250 cc  | NVT                 | Privé | NSU Sportmax             | IOM -   | NED -   | BEL -        | DUI -   | ULS -   | NAT DNF |        |        |       |    |    |         | 0       | -      | 0     | Carlo Ubbiali, MV Agusta 250 Monocilindrica Bialbero       |                |
| 1956 | Zijspan | Maurice Büla        | Privé | BMW RS 54/Steib          | IOM -   | NED 5   | BEL -        | DUI -   | ULS 3   | NAT 4   |        |        |       |    |    |         | 9       | 5e     | 0     | Wilhelm Noll/ Fritz Cron, BMW RS 54/Steib                  |                |
| 1957 | 125 cc  | NVT                 | Privé | NSU Sportfox             | DUI -   | IOM 9   | NED -        | BEL -   | ULS -   | NAT -   |        |        |       |    |    |         | 0       | -      | 0     | Tarquinio Provini, Mondial 125 Bialbero                    |                |
| 1957 | Zijspan | Julius Galliker     | Privé | BMW RS 54/Steib          | DUI 4   | IOM 3   | NED -        |         |         |         |        |        |       |    |    |         | 17      | 3e     | 0     | Fritz Hillebrand (†)/ Manfred Grunwald, BMW RS 54/Steib    |                |
| 1957 | Zijspan | Hilmar Cecco        | Privé | BMW RS 54/Steib          |         |         |              | BEL 2   |         | NAT 3   |        |        |       |    |    |         | 17      | 3e     | 0     | Fritz Hillebrand (†)/ Manfred Grunwald, BMW RS 54/Steib    |                |
| 1958 | Zijspan | Hilmar Cecco        | Privé | BMW RS 54/Steib          | IOM 2   | NED -   | BEL 1        | DUI 2   |         |         |        |        |       |    |    |         | 20 (26) | 2e     | 1     | Walter Schneider/ Hans Strauß, BMW RS 54/Steib             |                |
| 1959 | Zijspan | Hilmar Cecco        | Privé | BMW RS 54/Steib          | FRA -   | IOM 2   | DUI 1        | NED 1   | BEL DNF |         |        |        |       |    |    |         | 22      | 2e     | 1     | Walter Schneider/ Hans Strauß, BMW RS 54                   |                |
| 1960 | Zijspan | John Chisnell       | Privé | BMW RS 54/Steib          | FRA 3   |         |              |         |         |         |        |        |       |    |    |         | 12      | 4e     | 0     | Helmut Fath/ Alfred Wohlgemuth, BMW RS 54/Steib            |                |
| 1960 | Zijspan | Robert Fiston       | Privé | BMW RS 54/Steib          |         | IOM 5   |              |         |         |         |        |        |       |    |    |         | 12      | 4e     | 0     | Helmut Fath/ Alfred Wohlgemuth, BMW RS 54/Steib            |                |
| 1960 | Zijspan | Roland Föll         | Privé | BMW RS 54/Steib          |         |         | NED 16       | BEL DNF |         |         |        |        |       |    |    |         | 12      | 4e     | 0     | Helmut Fath/ Alfred Wohlgemuth, BMW RS 54/Steib            |                |
| 1960 | Zijspan | Gottfried Rüfenacht | Privé | BMW RS 54/Steib          |         |         |              |         | DUI 2   |         |        |        |       |    |    |         | 12      | 4e     | 0     | Helmut Fath/ Alfred Wohlgemuth, BMW RS 54/Steib            |                |
| 1961 | Zijspan | Hilmar Cecco        | Privé | BMW RS 54/Steib          | SPA DNF | DUI DNS | FRA DNS      | IOM DNS | NED DNS | BEL DNS |        |        |       |    |    |         | 0       | -      | 0     | Max Deubel/ Emil Hörner, BMW RS 54/Steib                   |                |
| 1962 | Zijspan | Horst Burkhardt     | Privé | BMW RS 54/Steib          | SPA 2   | FRA 2   | IOM DNF      |         |         |         |        |        |       |    |    |         | 26      | 2e     | 1     | Max Deubel/ Emil Hörner, BMW RS 54/Steib                   |                |
| 1962 | Zijspan | Harry Winter        | Privé | BMW RS 54/Steib          |         |         |              | NED 7   | BEL 1   | DUI 2   |        |        |       |    |    |         | 26      | 2e     | 1     | Max Deubel/ Emil Hörner, BMW RS 54/Steib                   |                |
| 1963 | Zijspan | Alfred Herzig       | Privé | FCS/Steib                | SPA 3   | DUI 1   | FRA afgelast | IOM 1   | NED 3   | BEL DNF |        |        |       |    |    |         | 20 (24) | 2e     | 2     | Max Deubel/ Emil Hörner/ Barry Dungsworth, BMW RS 54/Steib |                |
| 1964 | Zijspan | Roland Föll         | Privé | Gilera 500 4C            |         | SPA 1   | FRA -        |         |         |         |        |        |       |    |    |         | 8       | 7e     | 1     | Max Deubel/ Emil Hörner, BMW RS 54/Steib                   |                |
| 1964 | Zijspan | Alfred Herzig       | Privé | Gilera 500 4C            |         |         |              | IOM 15  | NED DNF | BEL DNF | DUI -  |        |       |    |    |         | 8       | 7e     | 1     | Max Deubel/ Emil Hörner, BMW RS 54/Steib                   |                |
| 1965 | Zijspan | Franz Ducret        | Privé | FCS/Steib                |         | DUI -   | SPA DNF      | FRA 1   | IOM DNF | NED DNF | BEL 5  |        |       |    |    | NAT DNF | 10      | 4e     | 1     | Fritz Scheidegger/ John Robinson, BMW RS 54/Steib          |                |